# Sébastien González
Sébastien González, llamado González (San Juan de Luz, País Vasco Francés, 12 de septiembre de 1977) es un jugador vasco de pelota vasca en la modalidad de mano de la empresa Aspe, juega en la posición de delantero.
Salto al profesionalismo en 1998, tras proclamarse subcampeón del mundo de mano individual. En su palmarés destaca el Campeonato del Cuatro y Medio que se adjudicó el 8 de diciembre de 2009, que le convirtió en el primer pelotari vasco-francés en adjudicarse un campeonato profesional individual, de primera categoría, en frontón de pared izquierda. Con anterioridad había sido campeón del Manomanista de 2ª en 2000.
Actualmente reside en Ascain, Lapurdi.

## Final del manomanista de 2ª Categoría
| Año  | Campeón  | Subcampeón | Tanteo | Frontón   |
| ---- | -------- | ---------- | ------ | --------- |
| 2000 | González | Imaz       | 22-15  | Atano III |

## Final del Cuatro y Medio
| Año  | Campeón  | Subcampeón        | Tanteo | Frontón   |
| ---- | -------- | ----------------- | ------ | --------- |
| 2009 | González | Martínez de Irujo | 22-18  | Atano III |

## Final de mano parejas
| Año  | Campeones      | Subcampeones         | Tanteo | Frontón |
| ---- | -------------- | -------------------- | ------ | ------- |
| 2010 | Xala - Zubieta | González - Laskurain | 22-14  | Ogueta  |